# Monumento a Su Excelencia el Jefe del Estado

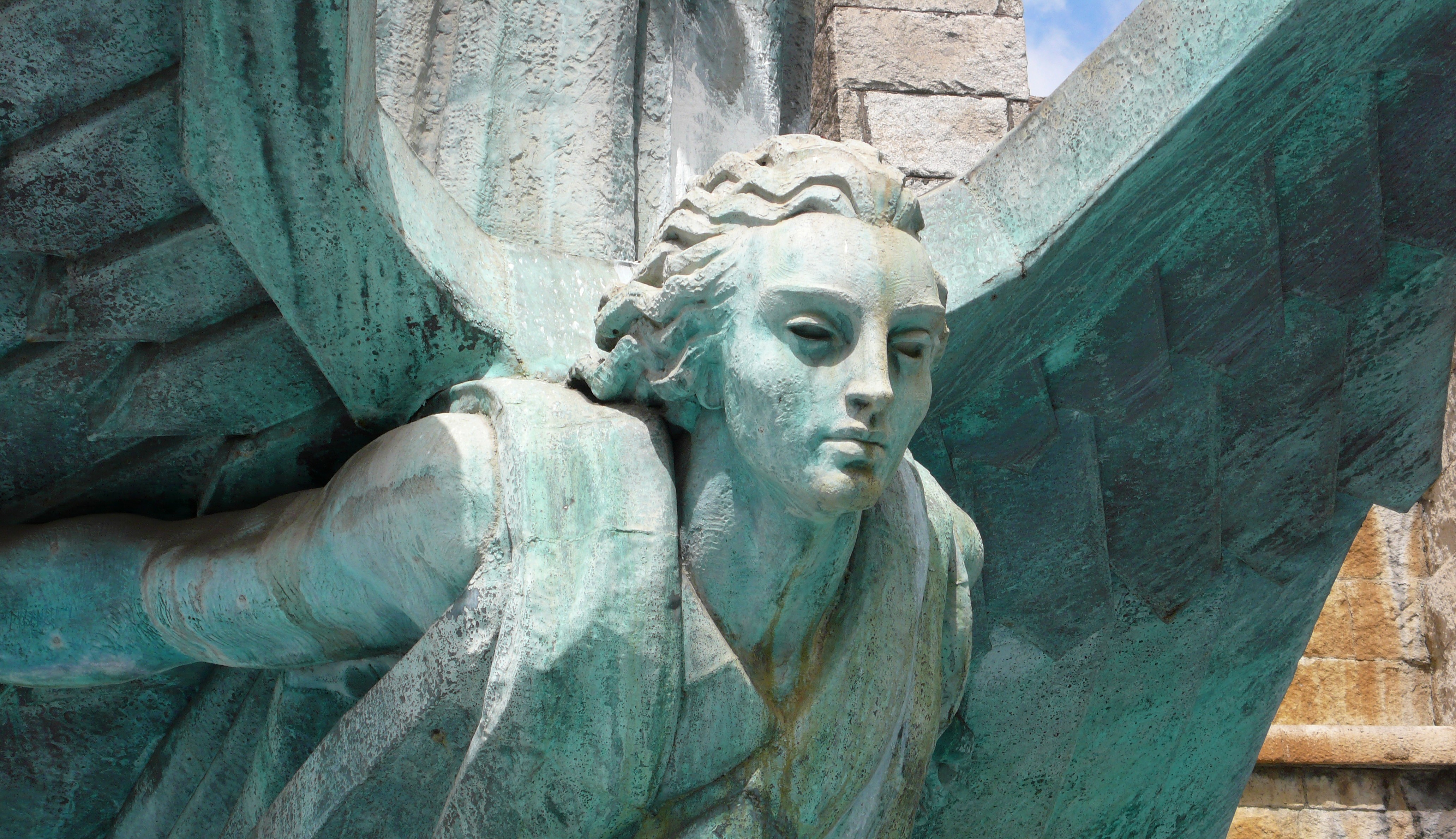
Detalle del ángel.

El Monumento a Su Excelencia el Jefe del Estado, también conocido como Monumento a la Victoria, Monumento del Ángel o Monumento a Franco, es una fuente escultórica que se encuentra en la ciudad de Santa Cruz de Tenerife (Islas Canarias, España), en un espacio anexo al Fuerte de Almeyda, en la intersección entre la Rambla de Santa Cruz y la Avenida de Anaga. Es obra de Juan de Ávalos.

## Descripción
El conjunto escultórico está realizado en bronce fundido y patinado sobre una armadura de hierro. La obra representa a un ángel volando con las alas extendidas, en representación del avión Dragon Rapide en el que partió Francisco Franco para iniciar el golpe militar que desencadenaría la Guerra Civil Española. Sobre su espalda se encuentra una figura masculina representando a Francisco Franco, sosteniendo una espada en forma de cruz cristiana cuya punta señala hacia abajo. El diseño de esta figura se asemeja a la del Ángel de la Paz, obra de Ávalos realizada dos años antes en el Cerro de las Aguzaderas, Valdepeñas (Ciudad Real), del que solo queda la estructura tras un atentado terrorista de los GRAPO en 1976.
La base que sostiene la escultura es de piedra granítica modelada y concertada para tener en su interior el anclaje del monumento. Alrededor de la misma se producían unos chorros de agua nebulosos iluminados por la noche. El estanque que contiene el monumento tiene una dimensión aproximada de 30 metros de diámetro, cerrado en su fondo por un muro formado por nueve pilastras de catorce metros de altura coronadas por los escudos de las islas y el de la ciudad, y unidas entre sí por ocho espacios en forma de talud escalonado, con cinco aliviaderos cada uno por donde caía el agua. En todo el perímetro surgían múltiples chorros que junto a la gran cascada del fondo formaban un movimiento semejante al mar.

## Historia

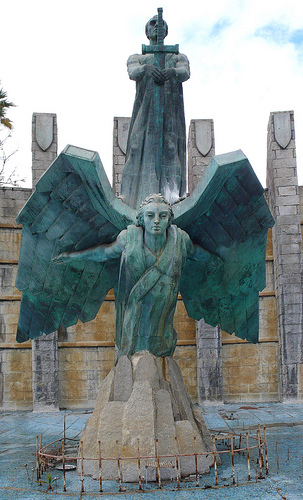
Vistal frontal.

El monumento, obra del escultor Juan de Ávalos, fue construido partiendo de fondos obtenidos de la suscripción popular ordenada por el Gobernador Civil Pablos Abril. El conjunto fue inaugurado el 17 de marzo de 1966 en conmemoración de la victoria del ejército de Franco en la Guerra Civil y su posterior gobierno.

### Polémica
En algunas ocasiones la escultura ha estado sujeta a confusión sobre el motivo que representa, discutiéndose incluso si la figura masculina sobre el ángel personifica o no al general Franco, pese a que los periódicos de la época así lo atestiguan. Popularmente conocido como "Monumento a Franco" o "Monumento del Ángel", también ha sido llamado por otros nombres, como Monumento a la Victoria. La Fundación Juan de Ávalos se refiere a la escultura como Monumento Conmemorativo a la Paz.
Durante el año 2010 el Ayuntamiento de Santa Cruz de Tenerife modificó el nombre de la fuente por Monumento al Ángel Caído, si bien la obra no representa a un ángel caído ni había sido considerada como tal anteriormente. Este hecho generó la crítica de varios grupos políticos y sociales, que expresaron la posibilidad de que el Ayuntamiento recurriera a este cambio de nombre para evitar la Ley de Memoria Histórica.
Tras las elecciones municipales de 2011, el nuevo gobierno eliminó la modificación, llamándolo Monumento a la Victoria y reconociendo su origen y simbología franquista. La obra se encuentra en mal estado de mantenimiento. 
Además, desde la creación de la Ley de Memoria Histórica de 2007 hay una fuerte campaña para que la figura sea retirada ya que incumple dicha ley ya que el monumento, de evidente carácter filofranquista, figura en el catálogo de vestigios franquistas del Gobierno canario que deben ser retirados de las calles de Canarias.